# Otto Krahn Group
Otto Krahn — немецкая группа компаний, специализирующаяся на производстве и торговле химикатами и пластмассами. В группу входят компании Albis Distribution (торговля пластмассами), Mocom (производство композитных материалов и переработка пластмасс), Krahn Chemie Group (дистрибьютор специализированных химикатов) и Krahn Ceramics (керамические материалы). Группа базируется в Гамбурге.

## История
Компанию основал в 1909 году Отто Кран; первоначально она занималась торговлей каучуком. В 1939 году, после смерти основателя, руководство перешло к его сыну, Вольфгангу Крану. В 1952 году был создан филиал в США; компания начала торговлю синтетическим каучуком, а также специализированными химикатами для производства пластмасс и красок. В 1961 году была основана компания Albis Plastic, дистрибьютор гранул пластмасс; позже компания начала производство композитных материалов. В 1972 году производство и торговля химикатами были выделены в дочернюю компанию Krahn Chemie. В 1989 году было создано подразделение технической керамики, в частности, занимавшееся производством порошка диоксида циркония для зубопротезной отрасли. В 1992 году компания прекратила торговлю натуральным каучуком, сосредоточившись на синтетических материалах.
В 2009 году была начата программа европейской экспансии; в этом году был учреждён филиал в Польше и куплена немецкая компания Technoplan Farbtechnik. В 2013 году была куплена компания ICH Benelux, дистрибьютор сырья для производства лаков и красок в странах Бенилюкс, Германии и Польше. Следующим приобретением стала итальянская компания Pietro Carini в 2014 году. В 2018 году была куплена компания по переработке пластмасс Wipag. В 2019 году был приобретён производитель присадок для производства керамики и порошковой металлургии eMBe Products & Service; он был объединён с собственным керамическим производством и переименован в Krahn Ceramics. В 2020 году была зарегистрирована холдинговая компания Otto Krahn Group Holding, тогда же Albis Plastic была разделена на две компании: Albis Distribution и Mocom. Также в 2020 году была куплена греческая компания InterActive, дистрибьютор химикатов на рынках Греции, Кипра и Израиля. В 2021 году было куплено 6 компаний-дистрибтюторов химикатов в Скандинавии. В 2023 году был создан бизнес-инкубатор Otto Krahn New Business.

## Деятельность
Подразделения группы:

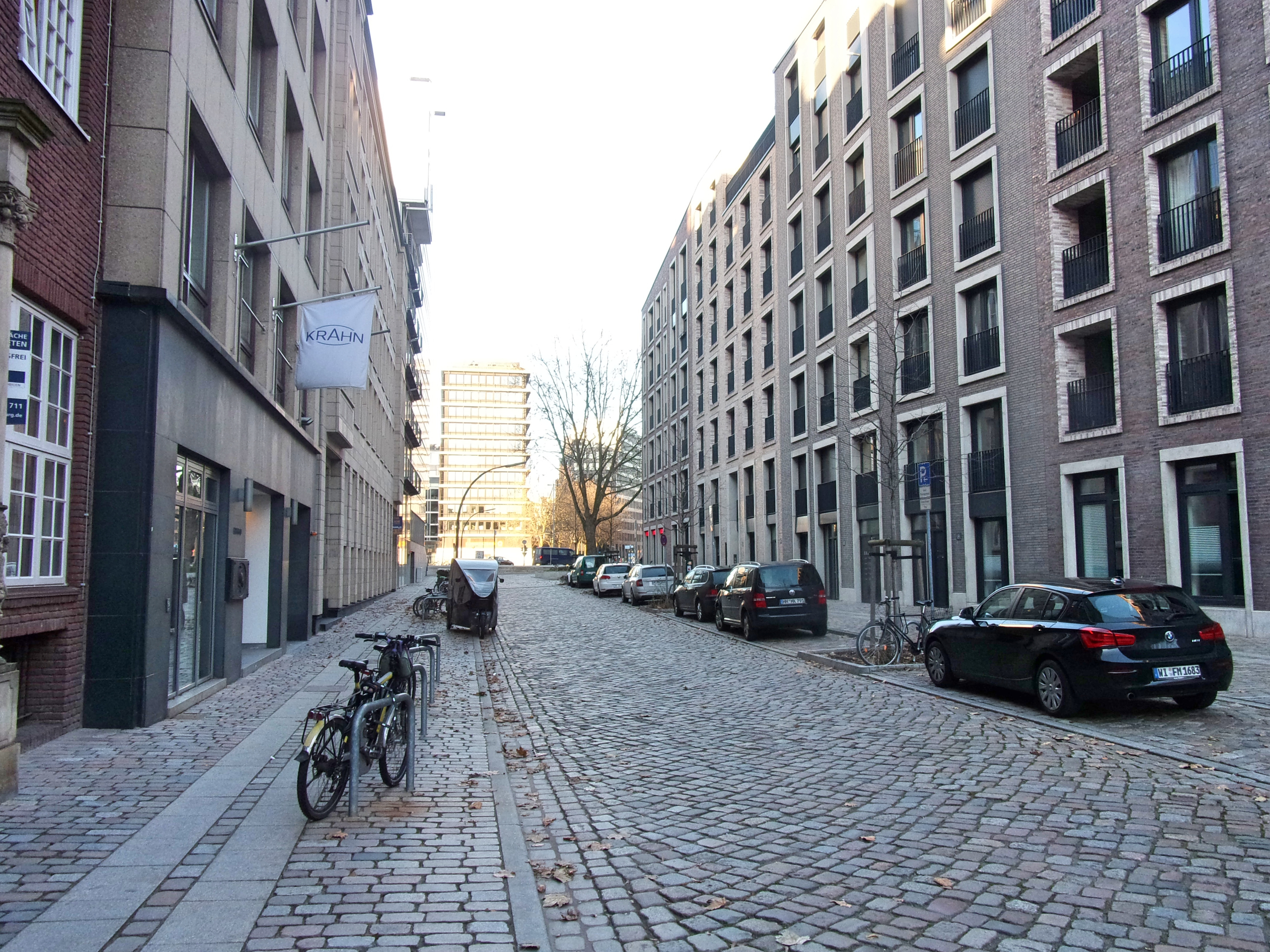
Штаб-квартира Otto Krahn Group на улице Гримм в Гамбурге

- Albis Distribution — торговля пластмассами, включая термопластики и термопластические эластомеры[12];
- Mocom — производство композитных материалов и переработка пластмасс; предприятия имеются в Германии (Гамбург, Гарделеген, Цюльпих), Китае (Чаншу) и США (Дункан)[13];
- Krahn Chemie Group — дистрибьютор специализированных химикатов для производства строительных и лако-красочных материалов, пластмасс, резины, технической керамики, смазочных материалов, клеев и герметиков[14];
- Krahn Ceramics — выпуск керамических материалов и промышленных изделий из керамики[15][16].